# Bulbophyllum williamsii
Bulbophyllum williamsii là một loài phong lan thuộc chi Bulbophyllum.